# Jaguarundi
Jaguarundi (Herpailurus yagouaroundi, původně Puma yagouaroundi), dříve též yaguarundi, je malá kočka žijící v Jižní a Střední Americe. Dříve byla zařazována do rodu Felis (kočka), později považována za nejblíže příbuznou pumě, tudíž byla řazena do rodu Puma, ale od roku 2017 spadá do monotypického rodu Herpailurus.

## Vzhled
- Hmotnost: 3–7,6 kg[8]
- Délka těla: 43–83 cm[8]
- Délka ocasu: 27–57 cm[8]
- Výška: 34 cm

Jaguarundi se podobá kočce domácí, ale ve srovnání s ní má kratší silnější končetiny, dlouhý ocas a kratší uši. Celkové proporce těla mu vysloužily anglické pojmenování „otter cat“, neboli vydří kočka, nebo také „weasel cat“, kočka-lasice.
Přestože patří mezi malé kočky, má kulaté zornice.
Srst je u dospělých jedinců jednobarevná, tmavě hnědá až černá, šedá, ale také červená. Tmavší formy žijí v zalesněných oblastech, v sušších biotopech převládají světlejší formy jaguarundiho. Mláďata jsou skvrnitá.

## Rozšíření, stanoviště
Jaguarundi obývá Jižní a Střední Ameriku od Argentiny po Mexiko, vzácně se vyskytuje i v Texasu, malá, uměle vysazená populace žije na Floridě.
Žijí v širokém spektru otevřené i uzavřené krajiny, především zalesněných oblastech, na okraji lesů, v křovinatém terénu, savanách, polopouštích, bažinách. Často se pohybuje v blízkosti vod.

## Biologie
Kromě doby páření žije samotářsky. Rozloha teritoria se pohybuje od cca 6 km2 po asi 100 km2. Populace v tropických oblastech se mohou pářit celoročně, jinak je doba páření obvykle v březnu a v srpnu. Po 63 až 75 dnech se rodí 1 až 4 koťata (průměrně 1,9). Matka je kojí dva měsíce, mláďata se osamostatňují v 10 měsících věku.
Pohlavně dospívá v 1,4 až 3 letech věku, dožívá se až 15 let.
Jaguarundi loví kdykoliv během dne, výraznější noční aktivita nebyla potvrzena. Přestože dobře šplhá, kořist loví především na zemi. Hlavní potravou jsou drobní živočichové, především savci (zvláště malí hlodavci, v menší míře i králíci, pásovci, vačice), rád loví ptáky (včetně drůbeže), nepohrdne ještěrkami, žábami ani hmyzem. Někdy se živí i rybami. Nezřídka pojídá i trávu a ovoce.
Jaguarundi se dá ochočit a v minulosti byli chováni domorodci k hubení hlodavců. V současnosti je chován v některých zoologických zahradách.

## Ohrožení
Jeho způsob života znemožňuje přesné zjištění stavu populace, jaguarundi ale není považován za ohrožený druh, tudíž ho Mezinárodní svaz ochrany přírody vede jako taxon málo dotčený. Nicméně jeho přirozené prostředí je ničeno člověkem, což je pro něj největší hrozba. Další hrozbou je lov jako pomsta za zabíjení drůbeže a chytání (vesměs omylem) do pastí určených pro jinou zvěř.

## Chov v ZOO
V Česku je chován v následujících Zoo
- Zoo Praha
- Zoo Brno
- Zoo Ostrava
- Zoo Děčín

## Galerie

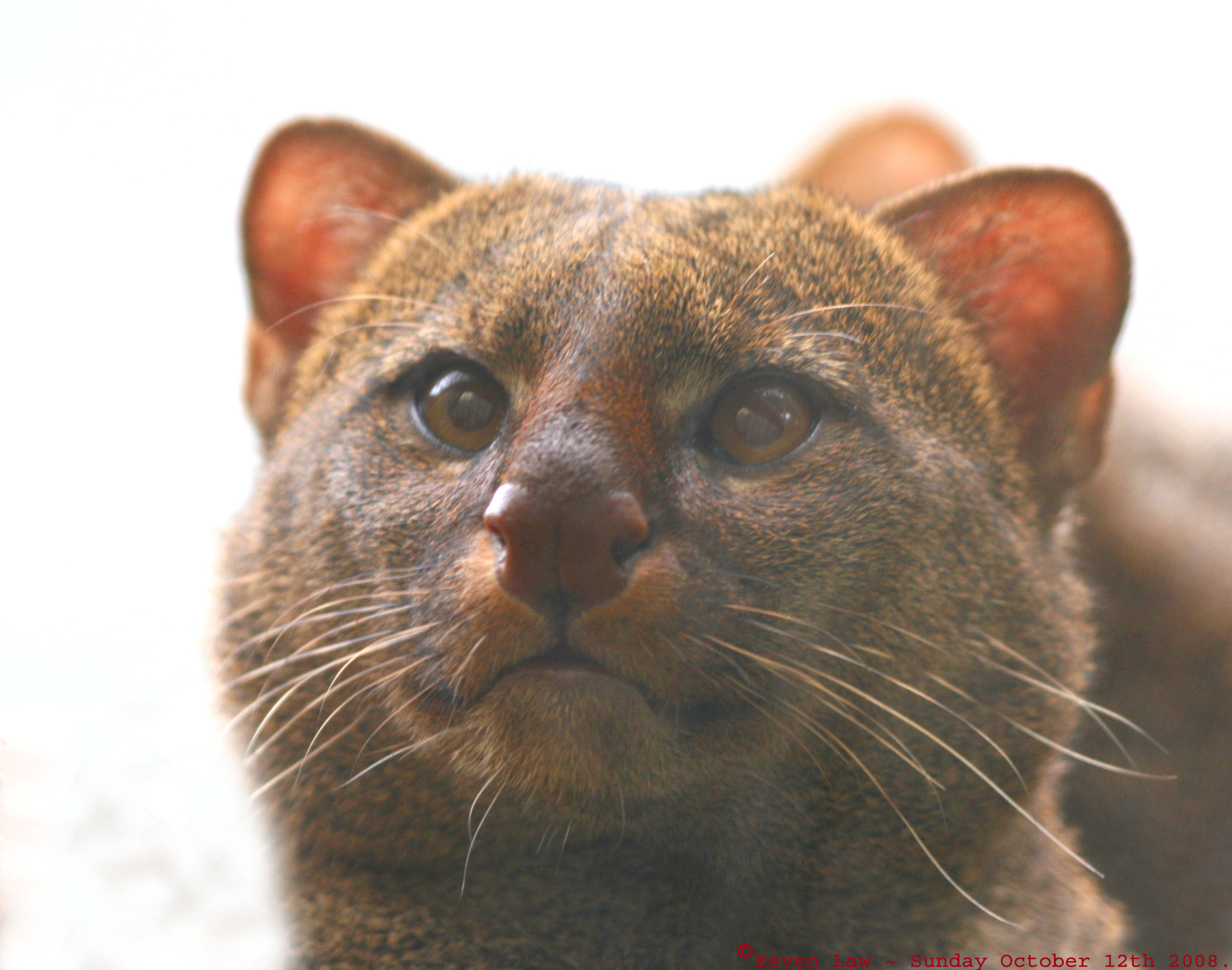
Detail hlavy
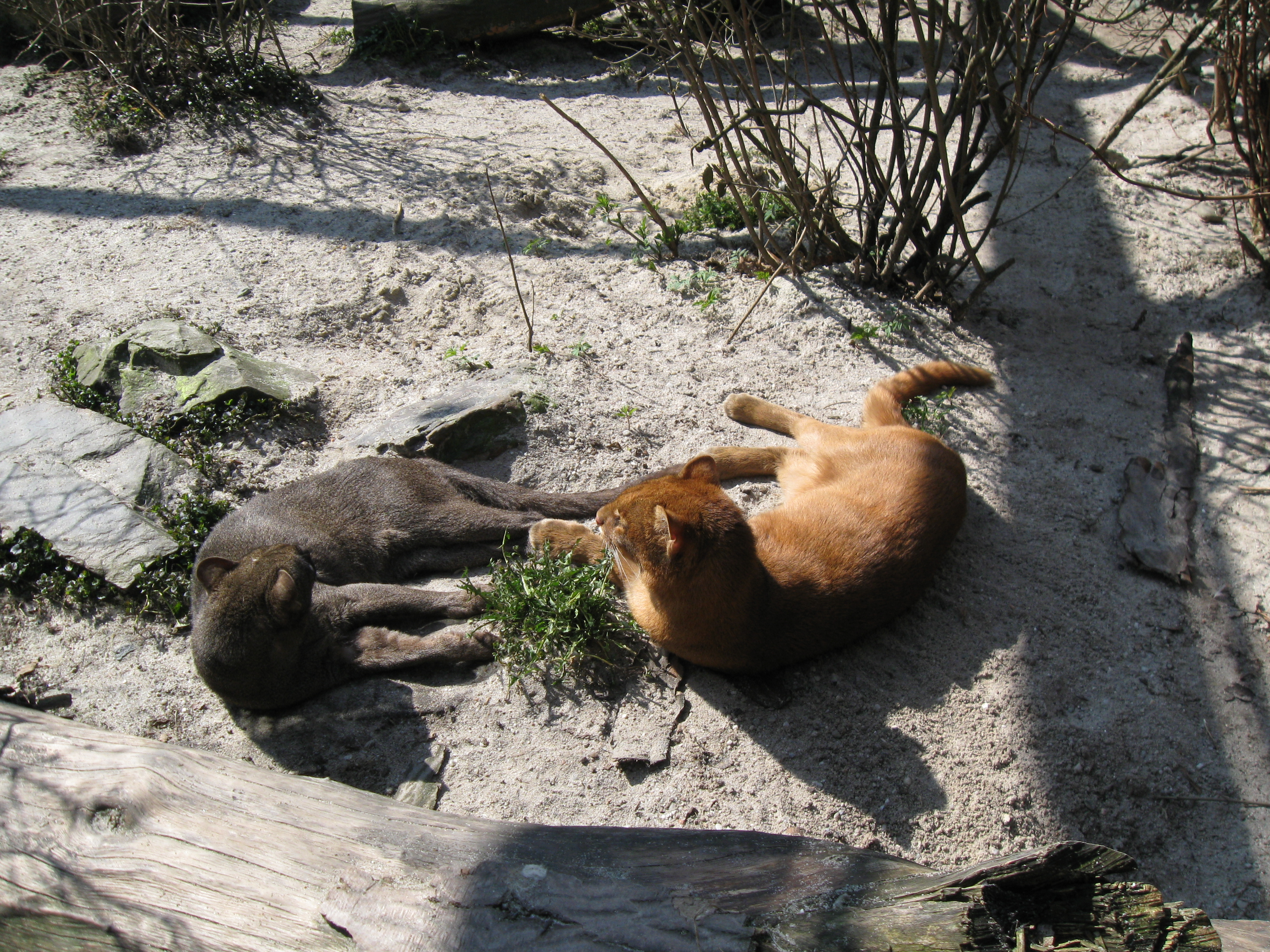
červený a šedý jaguarundi ze zoo v Ostravě
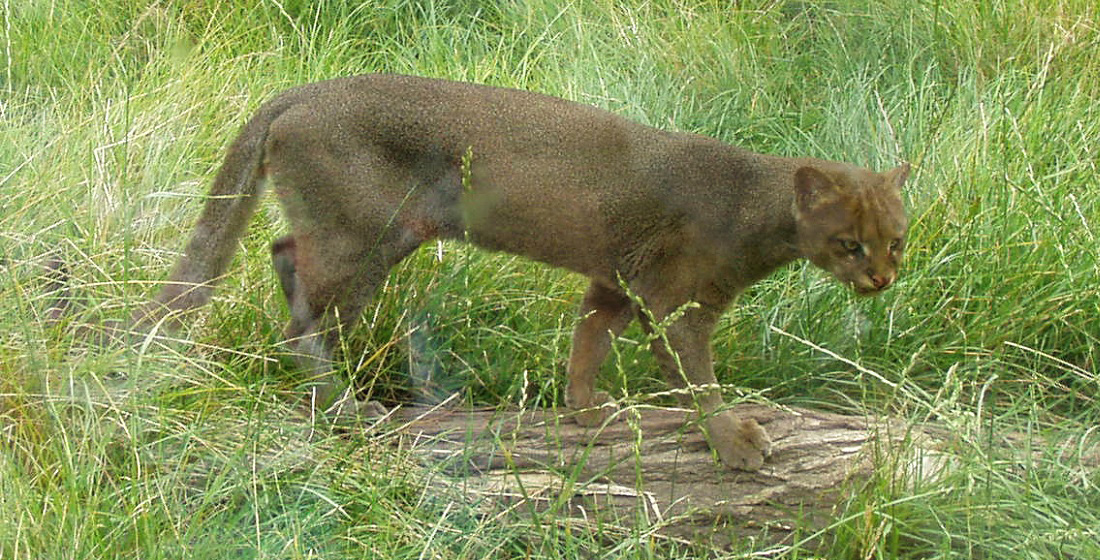
jaguarundi ze Zoo Praha
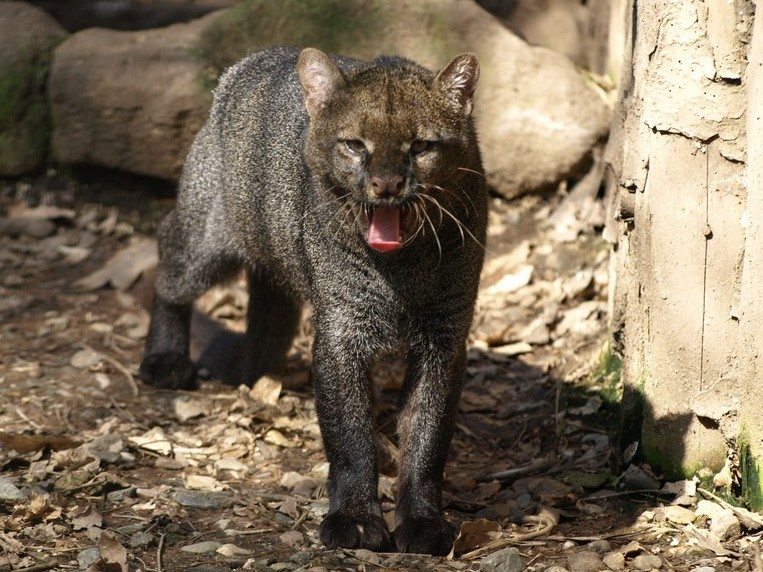
Jaguarundi (ZOO Děčín)